# Rock Creek, Wisconsin
Rock Creek là một thị trấn thuộc quận Dunn, tiểu bang Wisconsin, Hoa Kỳ. Năm 2010, dân số của thị trấn này là 984 người.